# QEDシリーズ
『QEDシリーズ』（キューイーディー シリーズ）は、高田崇史による日本の推理小説のシリーズ。2011年をもって本編が完結、2013年から外伝が3作発表され、2019年には7年ぶりに長編が発表される。全23巻。
主人公・桑原崇が事件と共に、古文・歴史・人物に隠された謎を解く。
シリーズ名称の「QED」は、「以上、証明終了」を意味するQ.E.D.より。外伝作品の内、「ventus」はラテン語で「風」を、「flumen」はラテン語で「流れ」を意味する。

## 作品一覧
（講談社ノベルス / 講談社文庫）
1. QED 百人一首の呪 （1998年12月、ISBN 4-06-182044-3 / 2002年10月、ISBN 4-06-273607-1）
2. QED 六歌仙の暗号 （1999年5月、ISBN 4-06-182063-X / 2003年3月、ISBN 4-06-273688-8）
3. QED ベイカー街の問題 （2000年1月、ISBN 4-06-182112-1 / 2003年9月、ISBN 4-06-273844-9）
4. QED 東照宮の怨 （2001年1月、ISBN 4-06-182164-4 / 2004年3月、ISBN 4-06-273975-5）
5. QED 式の密室 （2002年1月、ISBN 4-06-182229-2 / 2005年3月、ISBN 4-06-275026-0）
6. QED 竹取伝説 （2003年1月、ISBN 4-06-182295-0 / 2006年3月、ISBN 4-06-275347-2）
7. QED 龍馬暗殺 （2004年1月、ISBN 4-06-182349-3 / 2007年3月、ISBN 978-4-06-275676-1）
8. QED 〜ventus〜 鎌倉の闇 （2004年8月、ISBN 4-06-182384-1 / 2007年9月、ISBN 978-4-06-275821-5）
9. QED 鬼の城伝説 （2005年1月、ISBN 4-06-182409-0 / 2008年3月、ISBN 978-4-06-276002-7）
10. QED 〜ventus〜 熊野の残照 （2005年8月、ISBN 4-06-182440-6 / 2008年10月、ISBN 978-4-06-276171-0）
11. QED 神器封殺 （2006年1月、ISBN 4-06-182464-3 / 2009年5月、ISBN 978-4-06-276360-8）
12. QED 〜ventus〜 御霊将門 （2006年10月、ISBN 4-06-182493-7 / 2009年11月、ISBN 978-4-06-276511-4）
13. QED 河童伝説 （2007年2月、ISBN 978-4-06-182517-8 / 2010年3月、ISBN 978-4-06-276584-8）
14. QED 〜flumen〜 九段坂の春 （2007年8月、ISBN 978-4-06-182544-4 / 2011年4月、ISBN 978-4-06-276945-7）
15. QED 諏訪の神霊 （2008年1月、ISBN 978-4-06-182577-2 / 2011年8月、ISBN 978-4-06-277016-3）
16. QED 出雲神伝説 （2009年10月、ISBN 978-4-06-182683-0 / 2013年1月、ISBN 978-4-06-277450-5）
17. QED 伊勢の曙光 （2011年10月、ISBN 978-4-06-182806-3 / 2014年1月、ISBN 978-4-06-277723-0）
18. QED 〜flumen〜 ホームズの真実 （2013年9月、ISBN 978-4-06-182894-0 / 2016年9月、ISBN 978-4-06-293483-1）
19. QED 〜flumen〜 月夜見 （2016年11月、ISBN 978-4-06-299087-5 / 2019年11月、ISBN 978-4-06-517417-3）
20. QED ~ortus~ 白山の頻闇  （2017年11月、ISBN 978-4-06-299114-8 / 2020年9月、ISBN 978-4-06-520170-1）
21. QED 憂曇華の時 （2019年11月、ISBN 978-4-06-517442-5 / 2022年9月、ISBN 978-4-06-528615-9）
22. QED 源氏の神霊 （2021年3月、ISBN 978-4-06-522707-7 / 2023年9月、ISBN 978-4-06-531542-2）
23. QED 神鹿の棺 （2022年3月、ISBN 978-4-06-526792-9 / 2024年5月、ISBN 978-4-06-535013-3）
24. QED 恵比寿の漂流 （2025年1月、ISBN 978-4-06-536801-5）

## 主な登場人物
桑原 崇（くわばら たかし）
主人公。九段坂中学→（高校不明）→明邦大学薬学部薬剤学科卒。昭和42年2月25日生まれ。目黒区にある漢方薬局「萬冶漢方」勤務の薬剤師。実家は下町で6歳年上の兄がいる。大学卒業後数年は京都の薬局に勤めていた。
趣味は「寺社巡り」と「墓参り」。大学では、「オカルト同好会」の会長を務めた。そのことと、名前の「崇」と「祟る」が字面が似ていることから「くわばら・たたる」と呼ばれ、現在も「タタル」と呼ばれている。髪型はいつもボサボサ。身長は高いが、猫背で物静か。しかし何かに取り憑かれたように饒舌になったりもする。まつ毛が長いのも特徴。奈々曰く「奇人」。
自分の好きな分野は異常に詳しく、そのため、歴史や古典文学にはかなり造詣が深く、歴史関係の知人も多い。また、カクテルにも詳しい。興味の対象外のことには興味を示さない一方で、図らずも難事件をいくつも解決していることから、警察関係者の間ではそこそこ有名人として扱われる。
ジンを愛飲、特にギムレットをよく飲んでいる。本人によれば「酒に酔いにくく酔いが醒めやすい体質」らしい。元々喫煙者だったが、第5作にて奇妙な理由から禁煙に成功した。
『鬼門の将軍』では私大生・鳴上漣の相談相手として名前だけ登場する。『古事記異聞』シリーズでは、主人公・橘花雅が民俗学教室に進むきっかけを作っている。
棚旗 奈々（たなはた なな）
ヒロイン。雪ノ下女学院中等部→高等部→明邦大学薬学部薬剤学科卒。昭和43年7月7日生まれ。崇の1年後輩。1991年4月より、萬冶漢方と同地区にある「ホワイト薬局」に薬剤師として勤務。大学在学中は、友人に誘われて「オカルト同好会」に所属。妹の棚旗沙織、愛猫の玉三郎とともに横浜に住む。笑うと右頬にえくぼができる。
旅先で事件に巻き込まれやすく、知人からは旅行の際には何かしらの事件に出くわすのが想定内になっているが、本人としては巻き込まれるのは崇や小松崎のせいだと思っている。時々、無意識にものすごく鋭いことを言う。
タタルに少なからず好意を抱いているが、なかなか発展しないため、小松崎や沙織からは心配されることもしばしば。
ホワイトレディやスロージンフィズがお気に入り。
小松崎 良平（こまつざき りょうへい）
吾妻橋高校→明邦大学文学部社会学科卒。昭和41年11月1日生まれ。崇の同級生だが、実は語学を1年生の時に落としたため1年留年している。当初は下っぱジャーナリストで、現在は、新橋にある出版社で主に仕事をしているフリーのジャーナリスト。
大学4年次には空手部の主将を務めた。体育会系のノリで、少々がさつ。また、熊のような体格のため、タタルからは『熊つ崎』と呼ばれている。嘘を感知するとくしゃみが止まらなくなるという特異体質。
叔父の岩築竹松は警視庁に勤務しているので、取材などで何かと便宜を図ってもらっている。なお、父親は、岩築家から小松崎家に養子に入っている。
もっぱらギネスやヱビスの生、バーボンのロックを愛飲しているようだ。
沙織とは仲が良く、2005年に彼女と結婚し、八坂神社で挙式する。義理の息子となった大地との仲も良好。
棚旗 沙織（たなはた さおり）
奈々の3歳年下の妹。昭和47年生まれ。第7作「龍馬暗殺」から第13作「河童伝説」まで崇たちの旅に同行する。私立大学文学部卒。現在はフリーの編集者で、新宿の雑誌社と契約している。
幕末、城、戦国武将のフリークで、趣味はパン作り。大学時代はジャズ研だった。小松崎のことを『熊崎さん』と呼ぶ。能天気さに、奈々は頭を痛めている。
2000年4月に結婚して金沢に移住、翌年3月に長男・大地を出産するが、「白山の頻闇」の事件がきっかけで2年で離婚して実家に戻る。のちに、2005年に小松崎と再婚する。
外嶋 一郎（そとじま いちろう）
明邦大学薬学部卒。昭和27年6月6日生まれ。タタルと奈々の先輩。奈々の勤務するホワイト薬局の店長。叔母から店を受け継いだ。モアイのようなおっとりした顔立ちだが、性格は粘着質。変人で通っている。閉店作業中に口を開くと、作業が終わるまで独自の理論の話が終わらないこともしばしば。
趣味はオペラ鑑賞と山の散策。趣味の登山の最中に人間の死体を発見したことがある。その際は半月熱を出して寝込んでしまうほど神経が細い。毎年花粉症に悩まされている。飛行機・船が苦手。姉が1人おり、一族全員が理系。
岩築 竹松（がんちく たけまつ）
警視庁捜査一課所属、警部。小松崎良平の叔父。父親の岩築虎蔵（がんちく とらぞう）も警視庁捜査一課の刑事。五黄の寅の生まれで、かなりの頑固者。小松崎同様江戸っ子。
堂本 素直（どうもと すなお）
警視庁捜査一課所属、巡査部長。岩築の部下。名前の通り素直な男。分厚い手帳に細かい字で事件のことなどを記録している。第6作「竹取伝説」では結婚を間近に控えていた。
「毒草師」にも登場する。
相原 美緒（あいはら みお）
外嶋の遠い親戚。短大を卒業した後、1994年9月よりホワイト薬局のアシスタントになる。外嶋とはしょっちゅう言い争いになる。元気がいい。当初はミスが多くそのたびに大騒ぎしていたが、次第に成長を見せるようになる。
神山 禮子（みわやま れいこ）
第10作「熊野の残照」で初登場。昭和45年9月3日生まれ。星北薬科大学卒。現在は成田・富岡大学付属病院の薬局に勤務。長い黒髪と、浅黒い肌、大きな目から、「クレオパトラみたい」と言われることがある。
ある体験がきっかけで、14歳のころに故郷・那智を捨て、叔母の養女となる。旧姓「橋立」。都内の薬局に勤めていた時に、学薬の旅行でその体験の本当の理由を知る。
人付き合いが苦手で、どんな人に話しかけられても適当に対応できるように、雑学を身につけるようになった。
御名形 史紋（みなかた しもん）
毒草師。
「毒草師シリーズ」を参照。
出雲谷 拓蔵（いずもや たくぞう）
崇の年の離れた友人で80歳ぐらいの老人。数年前まで骨董店『海妖房』を営んでいたため、『海妖坊』の愛称で呼ばれる他、「遠野の河童」を自称している。崇が舌を巻くほど博識である。無類の酒好きで酔いが回ると顔が赤くなる。
「カンナシリーズ」にも名前だけ登場する。
鴨志田 翔一（かもしだ しょういち）
九段坂中学→真土山高校卒（大学不明）。忍者の末裔で、実家は伊賀だが父親の仕事の関係で中高と神田明神下に住んでおり、中学時代は崇の同級生だった。大学を首席で卒業後、実家を継がずに国立歴史民俗博物館の学芸員を経て、崇や出雲谷の勧めもあってか諏訪の新聞社に勤める。
崇とは中2の頃から親しくなり、彼に数字の隠語や印の結び方などを教えた。苦無をサバイバルナイフの代わりに常備している。
「カンナシリーズ」も参照。
五十嵐 弥生（いがらし やよい） / 五十嵐 玄鳥尼（いがらし げんちょうに）
元九段坂中学校の理科教師。文学や歴史にも詳しく、崇に物事を様々な角度から考察することの大切さを教えた。崇の初恋の相手でもある。旧姓「桜月」。
学生結婚で20歳の時に生まれた娘・彩子がいる。崇が中学2年の頃、家族で和歌山へと引っ越した。平成元年に夫が事故死し、以降は彩子と2人暮らしをしていたが、ある事件がきっかけで出家、その後は奈良県の月修寺に身を寄せる。
五十嵐 彩子（いがらし あやこ）
弥生の娘。『九段坂の春』で初登場、その後シリーズ終盤の『出雲神伝説』『伊勢の曙光』では物語に深く関わる。

## 関連事項
カンナシリーズ・神の時空シリーズ・鬼門の将軍
世界観を共有する作品で、一部登場人物は作品をまたいで出演している。また、「神の時空」には崇が日本を代表する怨霊神として挙げた玉依姫命・素戔嗚尊・饒速日命・市杵嶋姫命・大国主命を復活させようとする集団が登場する。
毒草師シリーズ
本作のスピンオフ。